# Alunișu, Ilfov
Alunișu (în trecut, Filipescu sau Broscăria) este o localitate componentă a orașului Măgurele din județul Ilfov, Muntenia, România.
În al treilea sfert al secolului al XX-lea locuiau aproximativ 300 de familii de bulgari în Alunișu. Satul a fost fondat în secolul al XVIII-lea și a fost menționat în legătură cu coloniștii bulgari stabiliți aici între anii 1793–1806 și 1828–1834. Potrivit documentelor din 1829, prezența „sârbilor” în sat poate fi datată încă din anii 1780. În Registrul de evidență al populației din 1838 se consemnează prezența a 7 gospodării „sârbești” în Măgurelele lui Vilano (bulgarii din Țările Române erau înregistrați drept sârbi în documentele vremii). În anul 1906 S. Romanski a găsit la Broscăria (cum se numea Alunișu pe atunci) 77 de gospodării cu un număr total de 389 de locuitori, toți bulgari. Tradiția locală spune că sunt originari din regiunea Plovdiv.